# 34154 Anushkanair
34154 Anushkanair este o planetă minoră (asteroid) din centura de asteroizi. A fost descoperită pe 24 august 2000 la Experimental Test Site⁠(d) de Lincoln Near-Earth Asteroid Research. 
Obiectul prezintă o orbită caracterizată de o semiaxă mare de 2,4760176 UAi, o excentricitate de 0,15, o înclinație de 3,16734 ° în raport cu ecliptica.